# Episodi di Metropolitan Police (ventesima stagione)
La ventesima stagione della serie televisiva Metropolitan Police è stata trasmessa in anteprima nel Regno Unito dalla Independent Television tra il 7 gennaio 2004 e il 30 dicembre 2004.
| nº | Titolo originale               | Titolo italiano | Prima TV UK       | Prima TV Italia |
| -- | ------------------------------ | --------------- | ----------------- | --------------- |
| 1  | Trust Means Nothing            |                 | 7 gennaio 2004    |                 |
| 2  | The Apple and the Tree         |                 | 8 gennaio 2004    |                 |
| 3  | Kidnap and Ransom              |                 | 14 gennaio 2004   |                 |
| 4  | Dawn Morning LIght             |                 | 15 gennaio 2004   |                 |
| 5  | Saving Skin                    |                 | 21 gennaio 2004   |                 |
| 6  | Grave Error                    |                 | 22 gennaio 2004   |                 |
| 7  | Shaken                         |                 | 29 gennaio 2004   |                 |
| 8  | Devastation & Remorse          |                 | 5 febbraio 2004   |                 |
| 9  | Forgiveness                    |                 | 11 febbraio 2004  |                 |
| 10 | Career Ruining Secrets         |                 | 12 febbraio 2004  |                 |
| 11 | Betrayal                       |                 | 18 febbraio 2004  |                 |
| 12 | Running With Scissors          |                 | 19 febbraio 2004  |                 |
| 13 | Heartstrings                   |                 | 25 febbraio 2004  |                 |
| 14 | New Year's Resolutions         |                 | 26 febbraio 2004  |                 |
| 15 | Intrigue                       |                 | 3 marzo 2004      |                 |
| 16 | Don't Bring Me Down            |                 | 4 marzo 2004      |                 |
| 17 | Office Politics                |                 | 10 marzo 2004     |                 |
| 18 | Return of the Damned           |                 | 11 marzo 2004     |                 |
| 19 | End of the Road                |                 | 17 marzo 2004     |                 |
| 20 | Drive on By (Part 1)           |                 | 18 marzo 2004     |                 |
| 21 | Drive on By (Part 2)           |                 | 24 marzo 2004     |                 |
| 22 | Crocodile Tears                |                 | 25 marzo 2004     |                 |
| 23 | Cross Wires                    |                 | 31 marzo 2004     |                 |
| 24 | Smoking Gun (Part 1)           |                 | 1º aprile 2004    |                 |
| 25 | Smoking Gun (Part 2)           |                 | 7 aprile 2004     |                 |
| 26 | Settle the Score               |                 | 8 aprile 2004     |                 |
| 27 | Needing a Friend               |                 | 14 aprile 2004    |                 |
| 28 | A Time and A Place (Part 1)    |                 | 15 aprile 2004    |                 |
| 29 | A Time and A Place (Part 2)    |                 | 21 aprile 2004    |                 |
| 30 | Rookies & Professionals        |                 | 28 aprile 2004    |                 |
| 31 | Smoking Demons                 |                 | 29 aprile 2004    |                 |
| 32 | Reliable Information           |                 | 5 maggio 2004     |                 |
| 33 | The Cautious Approach          |                 | 6 maggio 2004     |                 |
| 34 | Rogue Tourist                  |                 | 13 maggio 2004    |                 |
| 35 | Robbery, Act II                |                 | 19 maggio 2004    |                 |
| 36 | Nemesis                        |                 | 20 maggio 2004    |                 |
| 37 | Taking Flak                    |                 | 27 maggio 2004    |                 |
| 38 | Game Over                      |                 | 2 giugno 2004     |                 |
| 39 | The Tunnel (Part 1)            |                 | 3 giugno 2004     |                 |
| 40 | The Tunnel (Part 2)            |                 | 9 giugno 2004     |                 |
| 41 | Twisting the Truth             |                 | 10 giugno 2004    |                 |
| 42 | Insensitivity (Part 1)         |                 | 17 giugno 2004    |                 |
| 43 | Insensitivity (Part 2)         |                 | 24 giugno 2004    |                 |
| 44 | The Start of a Problem         |                 | 30 giugno 2004    |                 |
| 45 | Puppywalking                   |                 | 7 luglio 2004     |                 |
| 46 | Second Strike (Part 1)         |                 | 8 luglio 2004     |                 |
| 47 | Second Strike (Part 2)         |                 | 14 luglio 2004    |                 |
| 48 | Jigsaw Puzzle                  |                 | 15 luglio 2004    |                 |
| 49 | Blind Detection                |                 | 21 luglio 2004    |                 |
| 50 | The Rapture                    |                 | 22 luglio 2004    |                 |
| 51 | Cause and Effect               |                 | 28 luglio 2004    |                 |
| 52 | Bite the Bullet (Part 1)       |                 | 29 luglio 2004    |                 |
| 53 | Bite the Bullet (Part 2)       |                 | 4 agosto 2004     |                 |
| 54 | On the Wrong Side of the Fence |                 | 5 agosto 2004     |                 |
| 55 | A Solemn Song                  |                 | 11 agosto 2004    |                 |
| 56 | Hope                           |                 | 12 agosto 2004    |                 |
| 57 | Happily Ever After             |                 | 18 agosto 2004    |                 |
| 58 | In Too Deep                    |                 | 19 agosto 2004    |                 |
| 59 | Only Fools and Coppers         |                 | 26 agosto 2004    |                 |
| 60 | Luck of the Draw               |                 | 1º settembre 2004 |                 |
| 61 | Desperation                    |                 | 2 settembre 2004  |                 |
| 62 | Suicidal Thoughts              |                 | 8 settembre 2004  |                 |
| 63 | Transcendence                  |                 | 9 settembre 2004  |                 |
| 64 | An Eye for an Eye              |                 | 15 settembre 2004 |                 |
| 65 | Action with Caution            |                 | 16 settembre 2004 |                 |
| 66 | The Pocket Cop                 |                 | 22 settembre 2004 |                 |
| 67 | Some Brighter Days             |                 | 23 settembre 2004 |                 |
| 68 | Last Orders                    |                 | 30 settembre 2004 |                 |
| 69 | Ulterior Motive                |                 | 6 ottobre 2004    |                 |
| 70 | Heartless                      |                 | 7 ottobre 2004    |                 |
| 71 | What Goes Around               |                 | 13 ottobre 2004   |                 |
| 72 | Going Native                   |                 | 14 ottobre 2004   |                 |
| 73 | Friendly Fire (Part 1)         |                 | 20 ottobre 2004   |                 |
| 74 | Friendly Fire (Part 2)         |                 | 21 ottobre 2004   |                 |
| 75 | The Starting Grid              |                 | 27 ottobre 2004   |                 |
| 76 | Long Overdue                   |                 | 28 ottobre 2004   |                 |
| 77 | Old Timer                      |                 | 3 novembre 2004   |                 |
| 78 | Playing with Fire              |                 | 4 novembre 2004   |                 |
| 79 | Where Loyalties Lie            |                 | 10 novembre 2004  |                 |
| 80 | Not the Real Thing             |                 | 11 novembre 2004  |                 |
| 81 | Long Buried Secrets            |                 | 17 novembre 2004  |                 |
| 82 | Mexican Stand-Off              |                 | 18 novembre 2004  |                 |
| 83 | Closer to Home                 |                 | 24 novembre 2004  |                 |
| 84 | Beginner's Luck                |                 | 1º dicembre 2004  |                 |
| 85 | Closing the Book               |                 | 8 dicembre 2004   |                 |
| 86 | Salvation                      |                 | 9 dicembre 2004   |                 |
| 87 | A Different Kind of Justice    |                 | 14 dicembre 2004  |                 |
| 88 | The Perfect Alibi              |                 | 15 dicembre 2004  |                 |
| 89 | Anything for a Dime            |                 | 16 dicembre 2004  |                 |
| 90 | An Unwanted Death              |                 | 21 dicembre 2004  |                 |
| 91 | One Rule for One               |                 | 22 dicembre 2004  |                 |
| 92 | Bust                           |                 | 23 dicembre 2004  |                 |
| 93 | Return of the Gang Queen       |                 | 29 dicembre 2004  |                 |
| 94 | The Cold Winter Blues          |                 | 30 dicembre 2004  |                 |